# تربة طميية
التربة الطميية (بالإنجليزية: Silt soil)‏ او الطين الطمي (Silt clay) هي تربة تحتوي على نسبة عالية من الطمي. تكون هذه الترب عادة غنية بمادة الدُّبال، ولهذا فهي أكثر خصوبة من التربة الرملية.
ينبغي التمييز بين التربة الطميية والتي هي خليط من التراب وحبيبات رسوبية متفككة او متأكله من الصخور والاحجار كالكوارتز التي نقلتها المياه كالسيول والفيضانات إلى مناطق معينة فتركدت وبين الطمي (Alluvium) والتي هي ارض او سهول او تلال او رواسب طينية نهرية من التراب والحصى والرمل بأحجام مختلفة وتشكلت وتكونت وتراكمت بفعل المياه الجارية والسيول وخلافها.